# Kesovogorskij rajon
Il Kesovogorskij rajon (in russo Кесовогорский район?) è un rajon dell'Oblast' di Tver', nella Russia europea; il capoluogo è Kesova Gora. Istituito nel 1929, ricopre una superficie di 962 chilometri quadrati.